# Rétonval
Rétonval est une commune française située dans le département de la Seine-Maritime en région Normandie.

## Géographie
| Villers-sous-Foucarmont |                       | Saint-Léger-aux-Bois |
| Aubermesnil-aux-Érables | Rétonval              | Saint-Léger-aux-Bois |
|                         | Le Caule-Sainte-Beuve | Saint-Léger-aux-Bois |

### Hydrographie
La commune est située dans le bassin Seine-Normandie. Elle n'est drainée par aucun cours d'eau,.

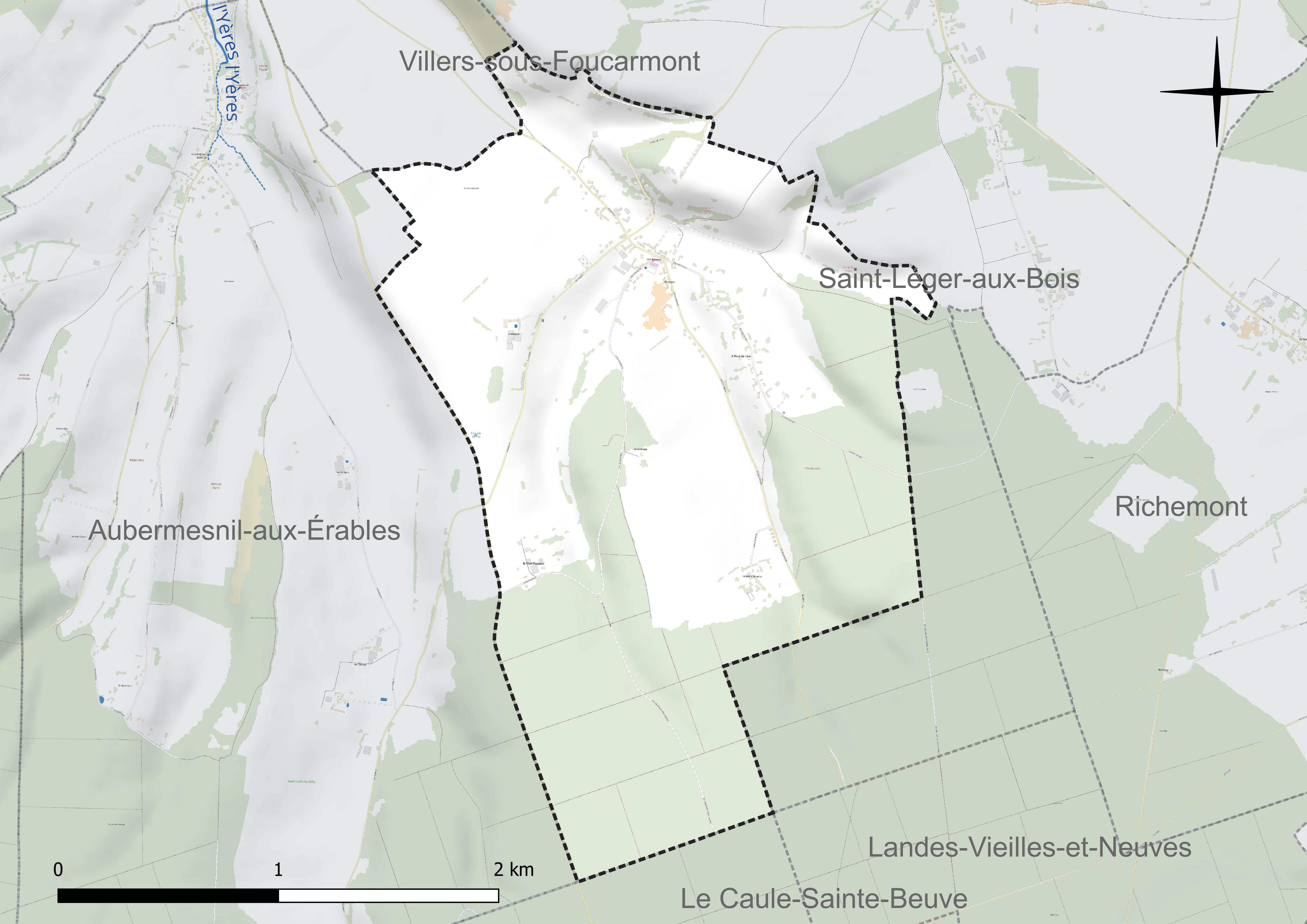
Réseau hydrographique de Rétonval.

### Climat
Pour des articles plus généraux, voir Climat de la Normandie et Climat de la Seine-Maritime.
En 2010, le climat de la commune est de type climat des marges montargnardes, selon une étude du CNRS s'appuyant sur une série de données couvrant la période 1971-2000. En 2020, Météo-France publie une typologie des climats de la France métropolitaine dans laquelle la commune est exposée à un climat océanique et est dans la région climatique Côtes de la Manche orientale, caractérisée par un faible ensoleillement (1 550 h/an) ; forte humidité de l’air (plus de 20 h/jour avec humidité relative > 80 % en hiver), vents forts fréquents. Parallèlement le GIEC normand, un groupe régional d’experts sur le climat, différencie quant à lui, dans une étude de 2020, trois grands types de climats pour la région Normandie, nuancés à une échelle plus fine par les facteurs géographiques locaux. La commune est, selon ce zonage, exposée à un « climat contrasté des collines », correspondant au Pays de Bray, bien arrosé et frais.
Pour la période 1971-2000, la température annuelle moyenne est de 10 °C, avec une amplitude thermique annuelle de 14,5 °C. Le cumul annuel moyen de précipitations est de 887 mm, avec 13,7 jours de précipitations en janvier et 8,9 jours en juillet. Pour la période 1991-2020, la température moyenne annuelle observée sur la station météorologique la plus proche, située sur la commune de Bouelles à 14 km à vol d'oiseau, est de 10,7 °C et le cumul annuel moyen de précipitations est de 838,4 mm,. Pour l'avenir, les paramètres climatiques de la commune estimés pour 2050 selon différents scénarios d’émission de gaz à effet de serre sont consultables sur un site dédié publié par Météo-France en novembre 2022.

## Urbanisme

### Typologie
Au 1er janvier 2024, Rétonval est catégorisée commune rurale à habitat dispersé, selon la nouvelle grille communale de densité à sept niveaux définie par l'Insee en 2022.
Elle est située hors unité urbaine et hors attraction des villes,.

### Occupation des sols
L'occupation des sols de la commune, telle qu'elle ressort de la base de données européenne d’occupation biophysique des sols Corine Land Cover (CLC), est marquée par l'importance des territoires agricoles (60,7 % en 2018), une proportion identique à celle de 1990 (60,7 %). La répartition détaillée en 2018 est la suivante :
forêts (39,3 %), prairies (34,8 %), terres arables (20,8 %), zones agricoles hétérogènes (5,2 %). L'évolution de l’occupation des sols de la commune et de ses infrastructures peut être observée sur les différentes représentations cartographiques du territoire : la carte de Cassini (XVIIIe siècle), la carte d'état-major (1820-1866) et les cartes ou photos aériennes de l'IGN pour la période actuelle (1950 à aujourd'hui).

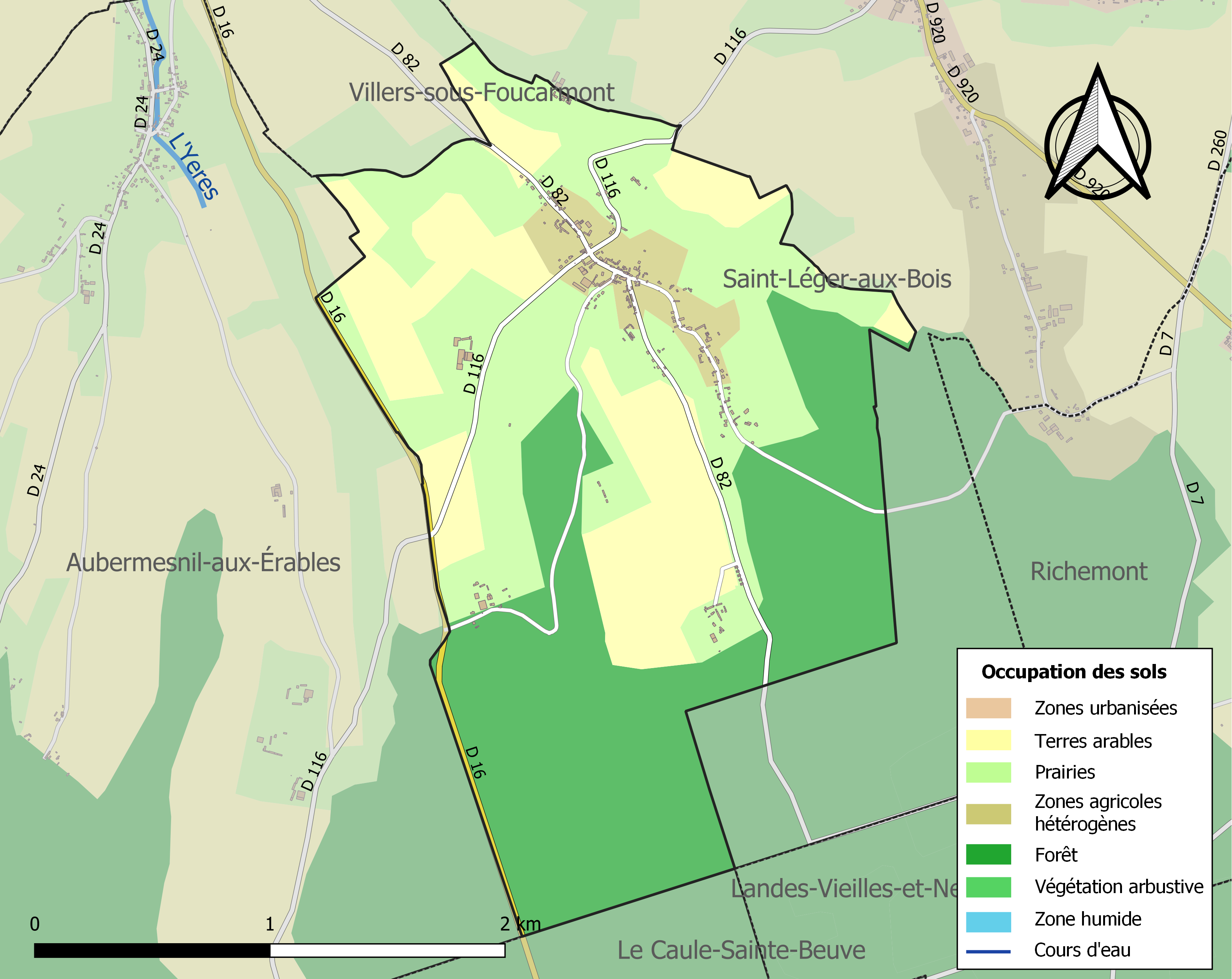
Carte des infrastructures et de l'occupation des sols de la commune en 2018 (CLC).

## Toponymie
Le nom de la localité est attesté sous la forme Restolval fin du XIe siècle.

## Histoire
Des vestiges et tuiles romaines ont été découverts sur le territoire communal, ainsi que deux grands bronzes de Vespasien, au lieu-dit la Mare-des-Jardins, recueillis vers 1853.
En 1821, une ordonnance royale autorisait M. Soulez « à conserver et à tenir en activité la verrerie qu'il possède », et qui, construite vers 1800, remplaçait l'une des plus anciennes du secteur, située au lieu-dit La vieille verrerie et qui remontait à 1475 ou 1493.
Le village a été desservi par la ligne de chemin de fer secondaire à voie métrique reliant Amiens - Aumale - Envermeu de 1906 à 1947.
Durant la Seconde Guerre mondiale, deux rampes de lancement de V1 ont été installées par les Nazis dans la commune, en Basse Forêt d'Eu,.

## Politique et administration

### Rattachements administratifs et électoraux
La commune se trouve depuis 1926 dans l'arrondissement de Dieppe du département de la Seine-Maritime. Pour l'élection des députés, elle fait partie depuis 2012 de la sixième circonscription de la Seine-Maritime.
Elle faisait partie depuis 1802 du canton de Blangy-sur-Bresle. Dans le cadre du redécoupage cantonal de 2014 en France, la commune est désormais intégrée au canton d'Eu.

### Intercommunalité
La commune était membre de la communauté de communes de Blangy-sur-Bresle, créée fin 2001.
Dans le cadre de l'approfondissement de la coopération intercommunale prévu par la loi portant nouvelle organisation territoriale de la République (Loi NOTRe) du 7 août 2015, qui prescrit que les intercommunalités à fiscalité propre doivent, sauf exceptions, regrouper au moins 15 000 habitants, celle-ci a fusionné avec sa voisine pour former, le 1er janvier 2017, la communauté de communes interrégionale Aumale - Blangy-sur-Bresle, dont la commune est désormais membre.

### Liste des maires
| Période                                  | Période                    | Identité           | Étiquette | Qualité                          |
| ---------------------------------------- | -------------------------- | ------------------ | --------- | -------------------------------- |
| Les données manquantes sont à compléter. |                            |                    |           |                                  |
| 1880                                     | 1895                       | Soullez            |           |                                  |
| 1898                                     | 1913                       | Arthur Delahaye    |           |                                  |
|                                          |                            | Robert Delienne    |           |                                  |
|                                          |                            | Françoise Délienne |           |                                  |
| 1945                                     |                            | Roger Thiébault    |           | Ouvrier verrier                  |
| Les données manquantes sont à compléter. |                            |                    |           |                                  |
| 1995                                     | 2001                       | Francis Marsan     |           |                                  |
| 2001                                     | 2014                       | René Cosette       | SE        |                                  |
| 2014                                     | En cours (au 10 août 2020) | Delphine Covin     |           | Réélue pour le mandat 2020-2026, |

## Démographie
L'évolution du nombre d'habitants est connue à travers les recensements de la population effectués dans la commune depuis 1793. Pour les communes de moins de 10 000 habitants, une enquête de recensement portant sur toute la population est réalisée tous les cinq ans, les populations de référence des années intermédiaires étant quant à elles estimées par interpolation ou extrapolation. Pour la commune, le premier recensement exhaustif entrant dans le cadre du nouveau dispositif a été réalisé en 2005.

En 2022, la commune comptait 174 habitants, en évolution de −11,22 % par rapport à 2016 (Seine-Maritime : +0,35 %, France hors Mayotte : +2,11 %).
| 1793 | 1800 | 1806 | 1821 | 1831 | 1836 | 1841 | 1846 | 1851 |
| ---- | ---- | ---- | ---- | ---- | ---- | ---- | ---- | ---- |
| 275  | 264  | 354  | 355  | 344  | 354  | 354  | 360  | 363  |

| 1856 | 1861 | 1866 | 1872 | 1876 | 1881 | 1886 | 1891 | 1896 |
| ---- | ---- | ---- | ---- | ---- | ---- | ---- | ---- | ---- |
| 300  | 314  | 307  | 845  | 331  | 379  | 352  | 362  | 372  |

| 1901 | 1906 | 1911 | 1921 | 1926 | 1931 | 1936 | 1946 | 1954 |
| ---- | ---- | ---- | ---- | ---- | ---- | ---- | ---- | ---- |
| 313  | 336  | 349  | 374  | 335  | 339  | 236  | 245  | 223  |

| 1962 | 1968 | 1975 | 1982 | 1990 | 1999 | 2005 | 2006 | 2010 |
| ---- | ---- | ---- | ---- | ---- | ---- | ---- | ---- | ---- |
| 302  | 298  | 247  | 257  | 212  | 190  | 192  | 191  | 192  |

| 2015 | 2020 | 2022 | - | - | - | - | - | - |
| ---- | ---- | ---- | - | - | - | - | - | - |
| 197  | 179  | 174  | - | - | - | - | - | - |

### Lieux et monuments
- La mairie-école, construite en 1874 sur les plans de l'architecte Feuilly, et étendue en 1885 puis restaurée après un orage en 1896[26].
- Église Saint-Laurent, réédifiée à partir de 1611 à son emplacement actuel après un incendie, et restauré aux  XVIIIe et XIXe siècles. Le clocher, placé sur le portail, est une tour carrée ajoutée à la fin du XVIe siècle. La nef, moderne au sud, remonte au temps de François Ier pour le côté nord. Le berceau de la nef repose sur une double corniche sculptée, sur laquelle courent une vigne et des animaux[27],[14].
- Monument aux morts.
- Vestiges du manoir au Mont-Gournoy[28]
- L'ancienne verrerie[29],[30].
- Anciens sites de lancement de missiles (V1) datant de la fin de la Seconde Guerre mondiale[31].

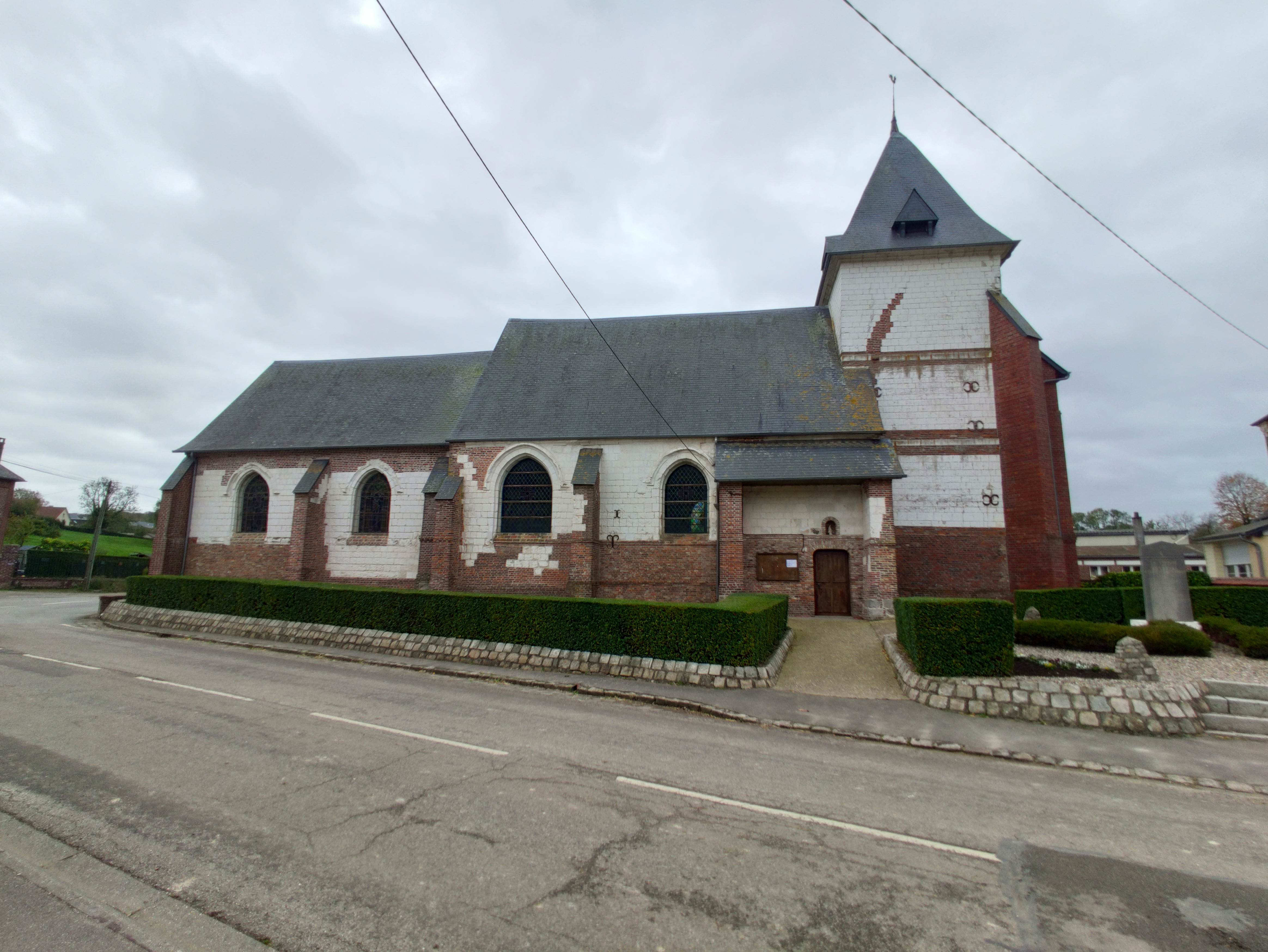
L'église Saint-Laurent
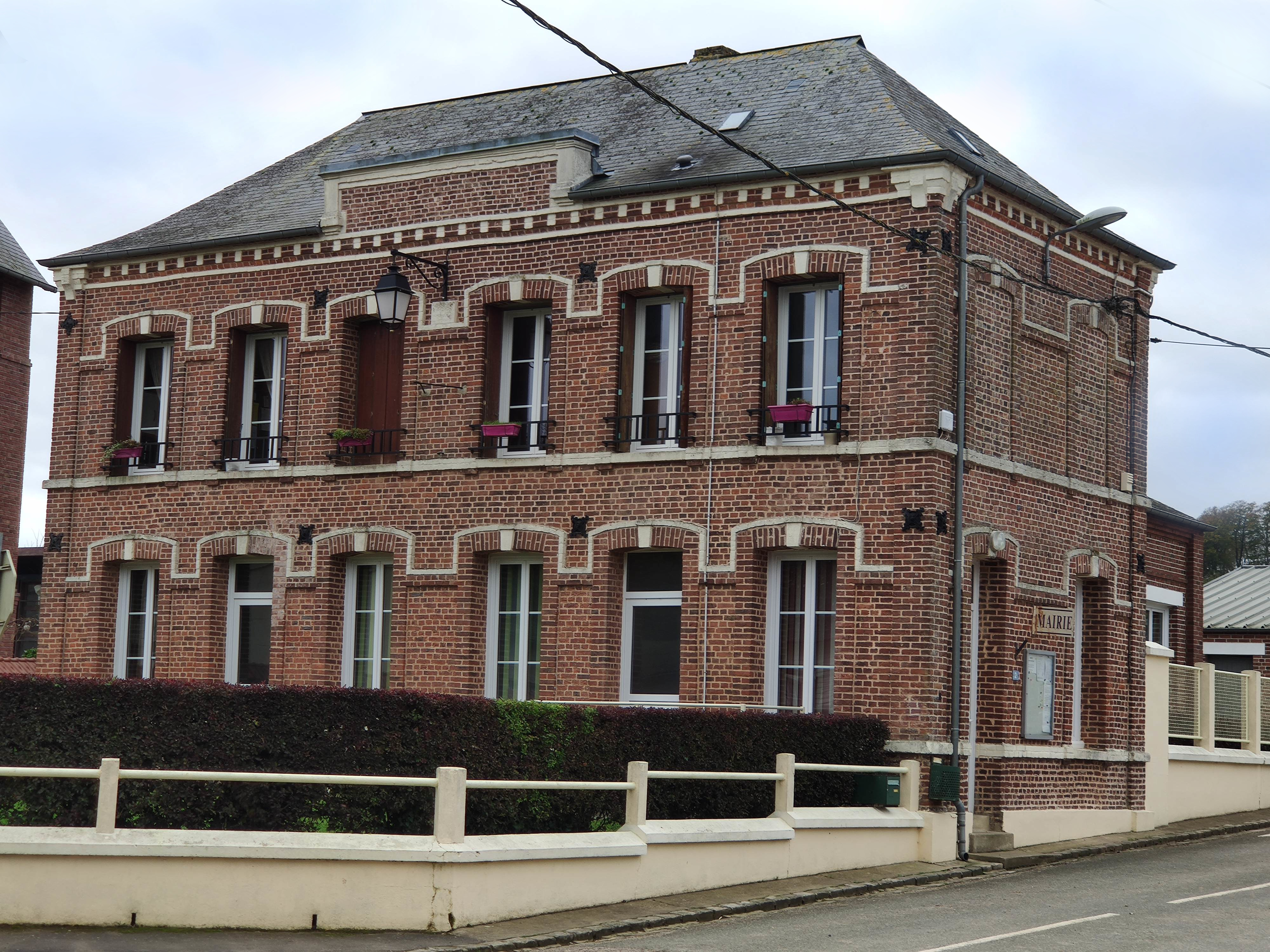
La mairie-école
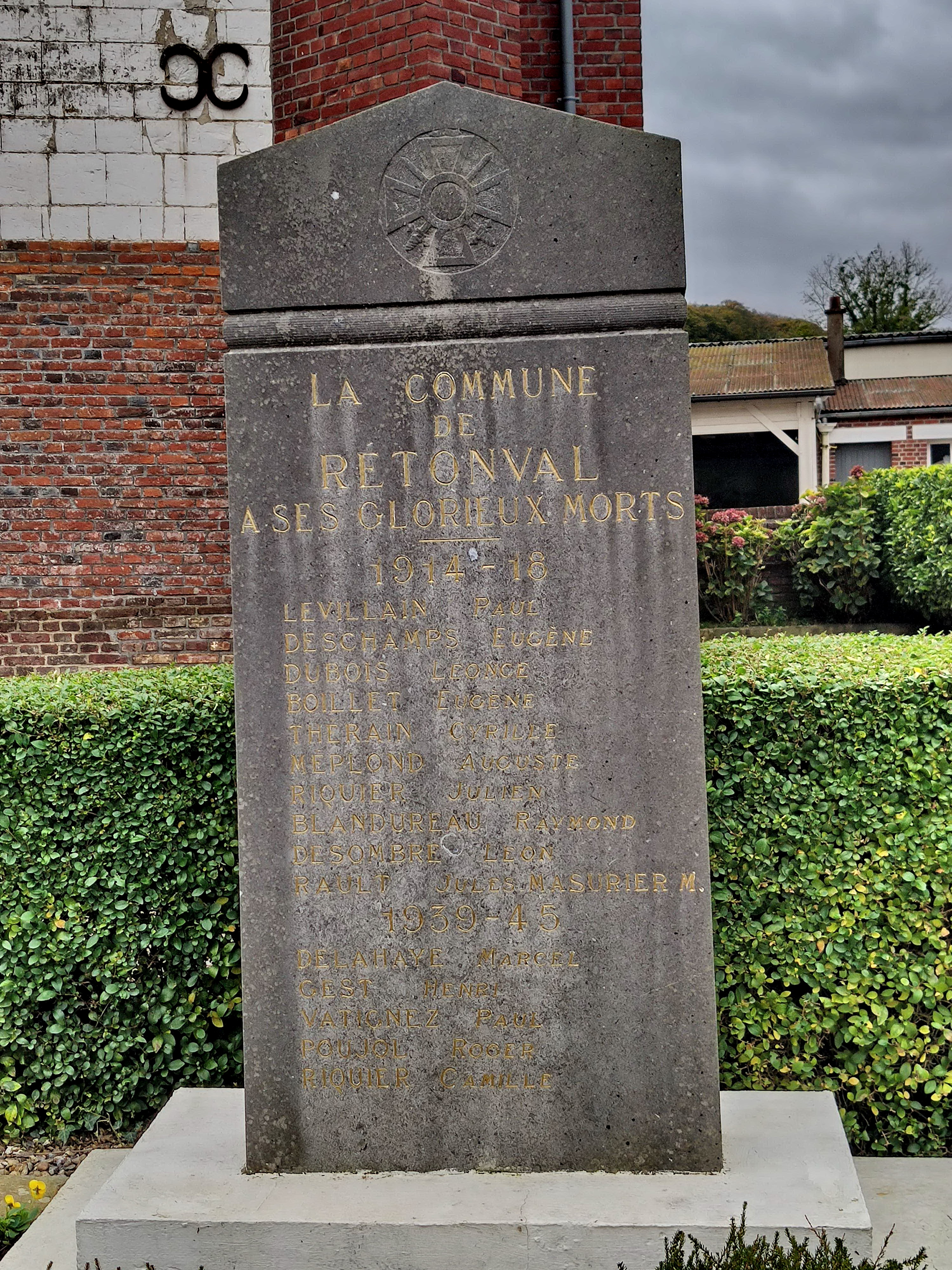
Le monument aux morts

### Personnalités liées à la commune
- Roger Thiébault, conseiller municipal de Rétonval, conseiller général de Blangy-sur-Bresle (1945-1977) et sénateur de la Seine-Maritime (1965-1968).